# Pachysomoides jheringi
Pachysomoides jheringi är en stekelart som först beskrevs av Brauns 1905.  Pachysomoides jheringi ingår i släktet Pachysomoides och familjen brokparasitsteklar. Inga underarter finns listade i Catalogue of Life.